# Barneville-sur-Seine
 Barneville-sur-Seine  là một xã thuộc tỉnh Eure trong vùng Normandie miền bắc nước Pháp.